# Hubert Schumacher
Hubert Schumacher (* 27. Dezember 1896 in Luxemburg; † 6. Mai 1961 ebenda) war ein luxemburgischer Architekt, Urbanist und Maler.
Als Staatsarchitekt-Direktor war er Leiter des Wiederaufbaus sämtlicher im Zweiten Weltkrieg zerstörten öffentlichen und sakralen Gebäude des Großherzogtums Luxemburg.

## Leben
Hubert Schumacher kam am 27. Dezember 1896 in Luxemburg als Sohn einer Familie von Geschäftsleuten zur Welt. Nach seinen Sekundarstudien an der École Industrielle et Commerciale à Luxembourg studierte er Kunst und Architektur, zuerst in München, später an der École des Beaux-Arts in Paris. Dort erlangte er in 1926 den Titel Architecte diplômé par le Gouvernement français (D.P.L.G.). 1926 kehrte er in seine Heimatstadt Luxemburg zurück und eröffnete nach einer kurzen Praktikumzeit beim Architekten Nouveau sein eigenes Architekturbüro, wechselte aber 1939 als Beamter in die staatliche Bauverwaltung.
Hubert Schumacher und seine Frau Jeanne Feldes (1906–1952) hatten fünf Kinder: Marguerite, Suzette, Pierre, Félix und Paul.
Hubert Schumacher starb am 6. Mai 1961 in Luxemburg, kurz nach seiner Pensionierung.

## Sakrale und profane Bauten 1926 bis 1939

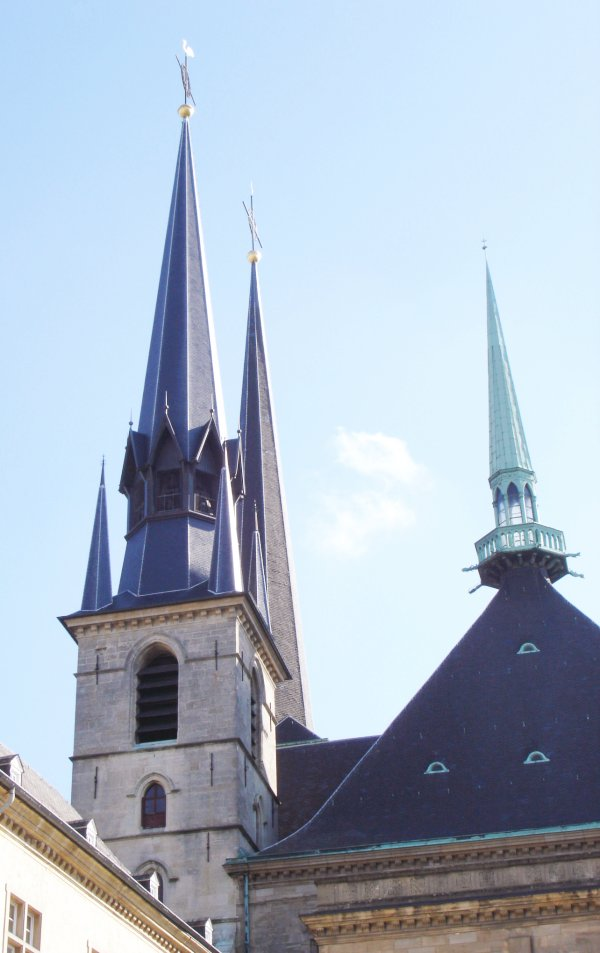
Die Türme der Kathedrale

Zwischen 1926 und 1939 übernahm er die Projektierung sowie die Ausführung von landesweit wichtigen Bauvorhaben. Hervorzuheben ist der Ausbau der Cathédrale Notre Dame zwischen 1935 und 1938, die noch heute die Silhouette der Festungsstadt Luxemburg mitbestimmt. Der Erweiterungsbau, der sich an die beiden Chorjoche von 1613 bis 1621 anschließt, prägt sowohl durch seine Weiträumigkeit, als auch durch die architektonische Einheit die aktuelle Gestalt der alten Ordenskirche im Erscheinungsbild der Stadt. Bei den Ausbauarbeiten galt es insbesondere, die Kirche mit den umliegenden Gebäuden, wie dem damaligen Athénée de Luxembourg aus dem 17. Jahrhundert, der Nationalbibliothek, dem alten Refugium St. Maximin (1751) (jetzt Außenministerium), sowie den älteren Wohnhäusern harmonisch zu verbinden. Beratend in Sachen sakraler Architektur stand ihm damals der spätere Bischof von Luxemburg, Léon Lommel zur Seite. Leider musste aufgrund der neuen Konventionen des Zweiten Vatikanischen Konzils von 1965, der Chor aus liturgischen Gründen umgestaltet werden. Dies hatte zur Folge, dass nur vier Jahre nach seinem Tode, die von ihm entwickelte Konzeption einer harmonischen Verbindung von Kirchenschiff und Chor teilweise verloren ging.
Schumacher errichtete das Karmeliterkloster (Couvent des Carmélites Déchaussées, genannt Carmel) in Cents/Neudorf, mehrere Wohnhäuser auf der Place Aldringen, u. a. die Maison des singes (Haus der Affen), bei dem es ihm in Zusammenarbeit mit seinem Freund Auguste Trémont gelungen ist, Skulptur und Architektur geschickt zu verbinden. Er baute eine Kinderkrippe für die Stadt Luxemburg (Crêche au Plateau d'Altmünster), die von der Brauereifamilie Mousel in Auftrag gegeben worden war und errichtete die luxemburgischen Ausstellungshallen aus Anlass der „Exposition de la Foire Internationale à Liège“ (internationale Ausstellung in Lüttich) im Jahre 1931. Am 10. März 1936 wurde die erste zentrale Entbindungsklinik in Luxemburg, die Maternité Grande-Duchesse Charlotte, von der nach ihr benannten Großherzogin Charlotte (Luxemburg) eingeweiht.
Es folgte die vom Jesuitenorden in Auftrag gegebene Kapelle Christ-Roi, Pfarrkirche des damals neu entstandenen Villenviertels Belair (heute Avenue Gaston Diderich). Die Grundsteinlegung fand am 6. Oktober 1931 statt und die Konsekrierung erfolgte durch den Bischof von Luxemburg Pierre Nommesch am 16. August 1932. Die Planung erfolgte in Rezeption der vom Hans Herkommer entwickelten zeittypisch, expressionistischen Formensprache. Das nach Bauhaus-Vorstellungen entworfene Kirchengebäude wurde erstmals für ein Gotteshaus in Luxemburg in der vom Unternehmer Giorgetti ausgeführten Stahlbetontechnik erbaut. Ähnlich wie bei der städtischen Kathedrale wurde die Kapelle ebenfalls nach den liturgischen Vorgaben des Vaticanum verändert und 1994 umgestaltet, jedoch nicht im Sinne der von Schumacher vorgegebenen schlichten Formen des Bauhausstils.
Nach dem Bau der Kapelle entstand allmählich das Wohnviertel Belair, vorwiegend bestehend aus Einfamilienhäuser, die bis auf wenige Ausnahmen die Handschrift Schumachers tragen. Er selbst hat in unmittelbarer Nähe zur Kapelle für sich und seine Familie ein Wohnhaus errichtet. Unter den zahlreichen Einfamilienhäuser rund um das Stadtzentrum (Belair und Limpertsberg), denen Schumacher seinen vom Bauhaus geprägten Stil verlieh, befindet sich im Viertel Limpertsberg die sogenannte „Villa Kutter“, welche als Atelier und zugleich Wohnhaus für den luxemburgischen Künstler Joseph Kutter gebaut wurde.

### Architekturwettbewerbe
Hubert Schumacher hat an zahlreichen Architekturwettbewerben teilgenommen, so z. B.
- Bauvorhaben der Börse Luxemburg, erster Preis beim: Concours International pour la Construction d’une Bourse à Luxembourg
- Entwurf zur Errichtung eines neuen Atheneums, erster Preis beim Premier Concours National pour la Construction d’un nouvel Athénée, Parc Pescatore (der Bau wurde nicht realisiert)
- Preisträger beim Wettbewerb Concours pour la construction de maisons ouvrières de l’Arbed (Arbeiterwohnhäuser der Eisenhüttenindustrie)
- Preisträger beim Wettbewerb zum Bau eines Rathauses für die Stadt Düdelingen Concours National pour la Construction d’un Hôtel de Ville à Dudelange

## Laufbahn im staatlichen Dienst
Aufgrund seiner vielseitigen beruflichen Erfahrungen wurde er im Rahmen eines staatlich ausgeschriebenen Verwaltungswettbewerbes für die Laufbahn des Staatsbeamten in den Staatsdienst aufgenommen. Im Juni 1939 wurde er unter mehreren Mitbewerbern auserwählt, um kurz danach den Posten des Staatsarchitekten-Adjunkt zu bekleiden. Nach dem deutschen Einmarsch in Luxemburg am 10. Mai 1940 wurden sämtliche Verwaltungsaktivitäten von der deutschen Besatzungsmacht übernommen, und Hubert Schumacher wurde in die vom deutschen Okkupanten ins Leben gerufene Verwaltung der höheren Kommunalverbandsangelegenheiten versetzt.
Unmittelbar nach der Befreiung Luxemburgs am Ende des Zweiten Weltkrieges 1945 löste Hubert Schumacher den früheren Direktor der Bauverwaltung (Paul Wigreux) ab. Er erhielt den Titel Architecte de l’État-Directeur des Bâtiments Publics und war fortan Leiter der von ihm zwischenzeitlich neu strukturierten und reorganisierten großen Bauverwaltung, der Administration des Bâtiments Publics.

### Seine Werke von 1945 bis 1961
Ab Beginn der Nachkriegszeit leitete Hubert Schumacher unverzüglich den Wiederaufbau der unzähligen durch den Zweiten Weltkrieg hervorgerufenen Ruinen durch Bombeneinschläge an öffentlichen und kirchlichen Gebäuden, vorwiegend durch die Rundstedt-Offensive im Norden des Landes. Er konnte diese Normalisierungsarbeiten zu Beginn der 50er Jahre erfolgreich abschließen. Es gibt kaum ein öffentliches oder kirchliches Gebäude in Luxemburg, wo nach dem Kriege Hubert Schumacher nicht in irgendeiner Form bei deren Restaurierung bzw. Wiederaufbau mitgewirkt hat.
Hervorzuheben ist zunächst, dass unter seiner Leitung, gemeinsam mit dem Architekten Michel Heintz, der Wiederaufbau der durch deutsche Soldaten am 26. Dezember 1944 gesprengten, architektonisch besonders bedeutsamen Basilika des St. Willibrord in Echternach, in Angriff genommen werden konnte. Das komplett zerstörte Kirchengebäude wurde nach den historisch erhaltenen Plänen von 1031 dem romanischen Stil getreu wiederaufgebaut. Die neuerrichtete Basilika konnte am 20. September 1953 konsekriert werden. Später nahm Hubert Schumacher die Renovierungsarbeiten der früher zur Benediktinerabtei gehörigen Gebäude in Angriff, welche vorwiegend einer Schulinfrastruktur zugeführt wurden, wie Gymnasium, Schülerinternat sowie verschiedene Primärschulen. Der restaurierte Kreuzgang der ehemaligen Abtei sowie die Salle des Glaces (Spiegelsaal) gehören bis heute zu den bedeutsamen Sehenswürdigkeiten von Echternach.
Als Neubauten, welche unter seiner Leitung ausgeführt wurden, gehören u. a.:
- das Verwaltungsgebäude und Häuserkomplex zwischen der rue Notre-Dame, der rue Aldringen, und der rue Phillippe II (Gebäude, welches heute u. a. das Unterrichtsministerium beherbergt),
- das Verwaltungsgebäude des Staatsrates im Herzen der Altstadt,
- das Gebäude der Universität für vergleichendes Recht in Luxemburg (in unmittelbarer Nähe des großherzoglichen Palastes)
- das Gebäude der früheren Gendarmerie-Garagen und -Werkstätten auf Verlorenkost, 2, rue Marie et Pierre Curie

Die Restaurierung des alten Bürgerhauses „Maison de Cassal“ (rue Large) aus dem Ende des 16. Jahrhunderts (heute vom Service des Médias belegt), ist ebenfalls das Werk von Schumacher.

## Vorsitz öffentlicher Kommissionen
Neben seiner bereits völlig ausgefüllten Tätigkeit als Staatsarchitekt wurde Hubert Schumacher zum Präsidenten folgender vom Staat einberufenen Kommissionen ernannt:
- Commission des Sites et Monuments (Kommission für den Denkmalschutz),
- Surveillance pour la Restauration des Édifices Religieux (Überwachungskommission für den Kirchenwiederaufbau),
- Commission des Loyers (Mietkommission).

## Im Dienste des großherzoglichen Hofes
Hubert Schumacher wurde 1947 wegen seiner Verdienste um den Wiederaufbau nach dem Kriege und wegen seiner besonderen Fähigkeiten im Gebiet der Architektur und der Kunstgeschichte, von der Großherzogin Charlotte offiziell zum Hofarchitekten mit dem Titel „Architecte de la Cour Grand-Ducale“ ernannt. In dieser Eigenschaft war er für die Instandhaltung und Renovierung sämtlicher großherzoglicher Schlösser und Gebäude zuständig und fungierte als persönlicher Berater der Großherzogin in Sachen Kunst und Architektur.

## Auszeichnungen
Aufgrund seiner umfangreichen Verdienste, wurde Hubert Schumacher mehrfach mit in- und ausländischen Auszeichnungen beehrt so z. B.
- Großoffizier des Ordens der Eichenkrone
- Militär- und Zivildienst-Orden Adolphs von Nassau
- Kommandeur des belgischen Kronenordens